# کوکوی قرقاولی
کوکوی قرقاولی یک گونه از کوکوهای نوگرمسیری در زیرخانواده Neomorphinae از خانواده کوکویان است. بومی آمریکای مرکزی و جنوبی است که در جنگل‌های پست گرمسیری وجود دارد.